# 孙蕡
孙蕡（1334年—1389年），字仲衍，广东顺德人，元末明初政治人物。

## 生平
元惠宗元统二年（1334年）出生，於書無所不讀，與趙介、王佐、黃哲、李德合稱“南園五先生”。洪武三年（1370年）舉於鄉，授工部織染局使。六年，出京為虹縣主簿。九年，遣监祀四川。洪武十年（1377年）补平原主簿。洪武十三年（1380年）罢归乡里。洪武十五年复起为苏州经历，洪武二十二年谪戍辽东，是年以黨禍被殺，年五十六岁，有絕命詩：“鼍鼔三聲畢，西山日又斜。黄泉無旅店，今夜宿誰家。”另說於洪武二十六年之藍玉案被殺。

## 延伸阅读
[在维基数据编辑]
 《明史卷二百八十五》，出自《明史》